# Firestone Indy 200 2003
Firestone Indy 200 2003 var ett race som var den nionde deltävlingen i IndyCar Series 2003. Racet kördes den 19 juli på Nashville Superspeedway. Gil de Ferran tog hem segern, och tog sig med det upp på andra plats i mästerskapet. Mästerskapsledaren Tony Kanaan slutade nia, så även andreplacerade Scott Dixon, samt trean Hélio Castroneves kunde närma sig i totalställningen.

## Slutställning
| Plats | Förare            | Team                     | Grid | Kvaltid |
| ----- | ----------------- | ------------------------ | ---- | ------- |
| 1     | Gil de Ferran     | Marlboro Team Penske     | 4    | 22,828  |
| 2     | Scott Dixon       | Chip Ganassi Racing      | 1    | 22,695  |
| 3     | Hélio Castroneves | Marlboro Team Penske     | 2    | 22,791  |
| 4     | Dan Wheldon       | Andretti Green Racing    | 8    | 22,914  |
| 5     | Alex Barron       | Mo Nunn Racing           | 6    | 22,902  |
| 6     | Kenny Bräck       | Team Rahal               | 9    | 22,959  |
| 7     | Tora Takagi       | Mo Nunn Racing           | 3    | 22,823  |
| 8     | Al Unser Jr.      | Kelley Racing            | 13   | 23,119  |
| 9     | Tony Kanaan       | Andretti Green Racing    | 10   | 22,968  |
| 10    | Tomas Scheckter   | Chip Ganassi Racing      | 5    | 22,887  |
| 11    | Sam Hornish Jr.   | Panther Racing           | 20   | 23,609  |
| 12    | Bryan Herta       | Andretti Green Racing    | 7    | 22,908  |
| 13    | Scott Sharp       | Kelley Racing            | 14   | 23,149  |
| 14    | Buddy Lazier      | Hemelgarn Racing         | 21   | 23,778  |
| 15    | Roger Yasukawa    | Fernández Racing         | 11   | 23,036  |
| 16    | Greg Ray          | Access Motorsports       | 12   | 23,052  |
| 17    | A.J. Foyt IV      | A.J. Foyt Enterprises    | 16   | 23,258  |
| 18    | Buddy Rice        | Cheever Racing           | 17   | 23,469  |
| 19    | Vitor Meira       | Team Menard              | 15   | 23,178  |
| 20    | Sarah Fisher      | Dreyer & Reinbold Racing | 18   | 23,498  |
| 21    | Robbie Buhl       | Dreyer & Reinbold Racing | 19   | 23,507  |